# Suseni
Suseni es una comuna ubicada en el distrito de Harghita, Rumania.

## Superficie
Cuenta con una superficie de 222,9 kilómetros cuadrados.

## Demografía
Hasta 2021 la población era de 4944 habitantes, con una densidad de población de 22,18 habitantes por kilómetro cuadrado.